# Sonnenhügel
Der Sonnenhügel ist ein Stadtteil von Osnabrück mit 9.428 Einwohnern (12/2022), die sich auf 3,19 km² Fläche verteilen.

## Lage und Beschreibung
Der Stadtteil Sonnenhügel befindet sich im Norden der Stadt. Er grenzt im Süden im Bereich des Haltepunkts Osnabrück Altstadt an die Innenstadt. Die südöstliche Grenze mit dem Stadtteil Gartlage bildet der südliche Teil der Knollstraße und die Lange Wand entlang des Firmengeländes der KME AG. Im Norden wird der Stadtteil durch die Nette vom Stadtteil Haste abgegrenzt, und im Westen verläuft die Grenze zum Stadtteil Hafen entlang der Bramscher Straße und der Wachsbleiche. Die südwestliche Grenze zum Stadtteil Westerberg stellt die Bahnstrecke Osnabrück–Rheine dar, und im Osten bildet der Dodesheider Landwehrgraben die Grenze zur Dodesheide.
Der Sonnenhügel umfasst eine Fläche von 3,19 km². Im Stadtteil sind 9428 Menschen (Stand: 12/2022) beheimatet. Ende 2009 bestanden 58,7 % aller Haushalte aus einer Person. Der Sonnenhügel ist vor allem durch Personen im Alter zwischen 40 und 65 Jahren geprägt, so wohnten Ende 2011 über 3000 Personen in diesem Altersbereich am Sonnenhügel. Außerdem wohnen ca. 7,1 % Ausländer in diesem Stadtteil (31. Dezember 2011).
Aufgrund der moderaten Mieten und der Nähe zur Innenstadt ist der Sonnenhügel vornehmlich ein Wohnviertel; in ihm sind keine bedeutenden Industrie- oder Gewerbebetriebe angesiedelt. Die größten Grünflächen im Stadtteil sind der Bürgerpark und der mittlerweile zum Park umgewidmete Hasefriedhof. Im Stadtteil Sonnenhügel wohnte bis zur Räumung des Hauptquartiers der Britischen Streitkräfte nach dem Stadtteil Dodesheide der zweitgrößte Anteil britischer Familien. Mit dem Abzug der größten Garnison außerhalb des Vereinigten Königreichs erschloss sich im Norden des Stadtteils neuer Wohnraum.

## Geschichte
Auf der ältesten erhaltenen Karten Osnabrücks von 1633 gehörte der Sonnenhügel nicht zum Osnabrücker Stadtgebiet, sondern lag noch vor den Toren der Stadt, genauer vor dem Hasetor. Überhaupt war von der späteren Stadtgliederung nur wenig zu sehen. Vor jenem Hasetor, das Teil der ehemaligen Stadtmauer war, erstreckt sich der Gertrudenberg, auf dem bereits seit dem 12. Jahrhundert das gleichnamige Kloster Gertrudenberg stand. Die zum heutigen Stadtteil Sonnenhügel gehörige Anhöhe war ein strategisch wichtiger Punkt: Sie ließ zum einen den Blick über die Stadt zu, zum anderen war der Boden nördlich der Stadt für einen Angriff am besten geeignet.
Anfang des 19. Jahrhunderts lag der jetzige Stadtteil zum größten Teil in der „Haaser Lehschaft“. Die Osnabrücker Laischaften waren Selbstverwaltungseinheiten. Bis heute existieren die Herrenteichslaischaft und die Heger Laischaft. An verschiedenen Stellen in der Stadt lassen sich noch Relikte aus dem Laischaftswesen erkennen. So etwa der Haselaischaftsweg am Sonnenhügel. Im Jahr 1808 wurde der Hasefriedhof angelegt.
Mit der Ausdehnung der Stadt wurde nach und nach auch der Sonnenhügel erschlossen. Erwähnenswert ist hier der Bau der „Irrenanstalt“ auf dem Gertrudenberg 1868 bzw. an der Knollstraße von 1864, die heute als psychiatrische Klinik unter dem Namen Ameos Klinikum Osnabrück betrieben wird. Eine größere Siedlung des Stadtteils entstand im Zeitraum 1919–1930 nördlich des Hasefriedhofes zu beiden Seiten der Hügelstraße im Auftrag des Osnabrücker Bauvereins, der hier Wohnungen für einkommensschwache Personen schaffen wollte.
Von der Öffentlichkeit ziemlich unbeachtet sind die Gertrudenberger Höhlen unterhalb des Gertrudenberges. Verschiedene Mythen ranken sich um das verzweigte und ca. 900 m lange Tunnelsystem. Entstanden sind die Höhlen bereits im 14. Jahrhundert durch einen Steinbruch am Gertrudenberg. Im Zweiten Weltkrieg wurde der unterirdische Komplex als Luftschutzbunker genutzt, in dem mehrere tausend Personen Platz fanden. Die Höhlen sind aktuell für die Öffentlichkeit gesperrt, ein Verein arbeitet jedoch dafür, sie in Zukunft für Besucher öffnen zu können.

## Bebauung
Durch die unmittelbare Nähe zur Altstadt ist insbesondere der südliche Teil des Sonnenhügels von älterer Bausubstanz geprägt. Dazu gehören die Villen entlang der Wittkopstraße sowie Bürgerhäuser aus der Gründerzeit entlang der Ziegelstraße, Bramscher Straße und Süntelstraße bis hin zum historischen Hasetorfriedhof. In der Kornstraße befinden sich mit den Thor’schen Häusern an den Bauhaus angelehnte Bauten aus dem Jahr 1928. Nördlich des Bürgerparks und des Hasetorfriedhofs ist der Stadtteil von Ein- und Mehrfamilienhäusern aus der Nachkriegszeit geprägt. Von besonderer Bedeutung sind die sogenannten „Britenhäuser“, die von britischen Streitkräften bewohnt wurden, da in Osnabrück bis 2009 die größte britische Garnison außerhalb Großbritanniens war. Im Sonnenhügel wohnten Militärangehörige unteren Ranges primär in der Vogelsiedlung mit Nähe zur Winkelhausenkaserne.

## Verkehr
Die Buslinien 14 in Richtung Nettebad und M5/15 in Richtung Dodesheide des öffentlichen Personennahverkehrs erschließen den Sonnenhügel auf der Süntel- bzw. Lerchenstraße und der Knollstraße. Auf der Bramscher Straße verkehren die 18 nach Pye und die M1 nach Haste. Zusammen mit der Vehrter Landstraße bilden die genannten Straßen die Hauptverkehrsachsen im Stadtteil. Hier kann der Lärmpegel bis zu 75 dB(A) betragen. Der nächste Bahnhaltepunkt ist der Haltepunkt Osnabrück Altstadt (ehem. Osnabrück Hasetor). Der Sonnenhügel war bis Ende der 1950er Jahre an die Osnabrücker Straßenbahnlinie 2 angebunden, die von Haste über die Bramscher Straße, Hasetor, Nikolaiort, Neumarkt zum Schölerberg fuhr.

## Einrichtungen

### Religion und Soziales
Der Sonnenhügel beherbergt mehrere Kirchenbauten: So findet sich, mit ihren jeweiligen Gemeinden, an der Lerchenstraße die römisch-katholische Kirche Heilig-Geist und an der Moorlandstraße die evangelisch-lutherische Matthäuskirche. Ebenfalls an der Lerchenstraße ist zudem die ehemalige Erlöserkirche der evangelisch-reformierten Gemeinde. Im Mai 2010 übernahm die griechisch-orthodoxe Gemeinde den Kirchenbau. Zwischen Bürgerpark und Knollstraße befindet sich das Kloster Gertrudenberg, auf der gleichnamigen Anhöhe. Neben dem ehemaligen Äbtissennenhaus ist auch die Gertrudenkirche erhalten. Diese fungiert als Simultankirche.

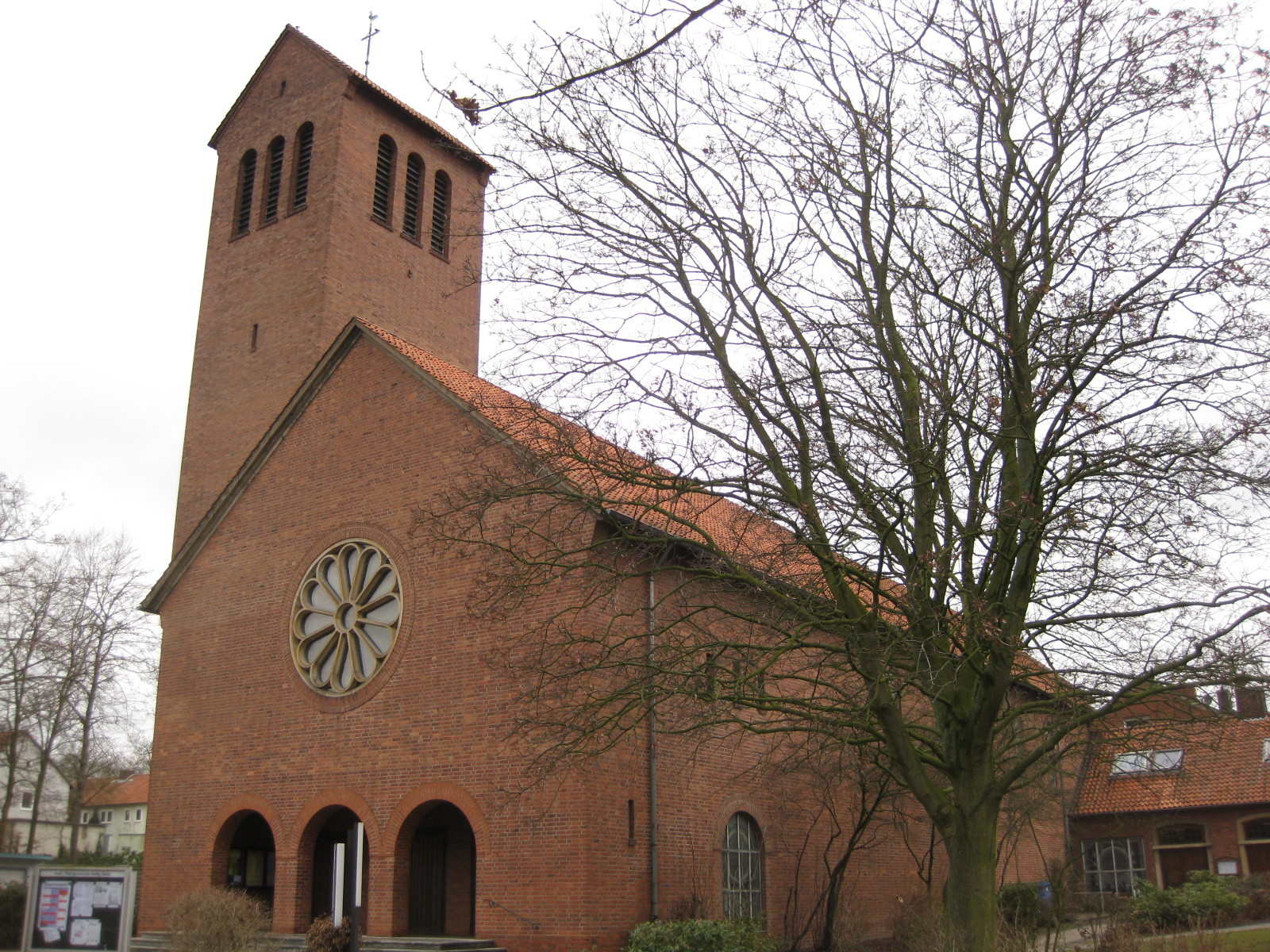
Römisch-katholische Kirche Heilig Geist
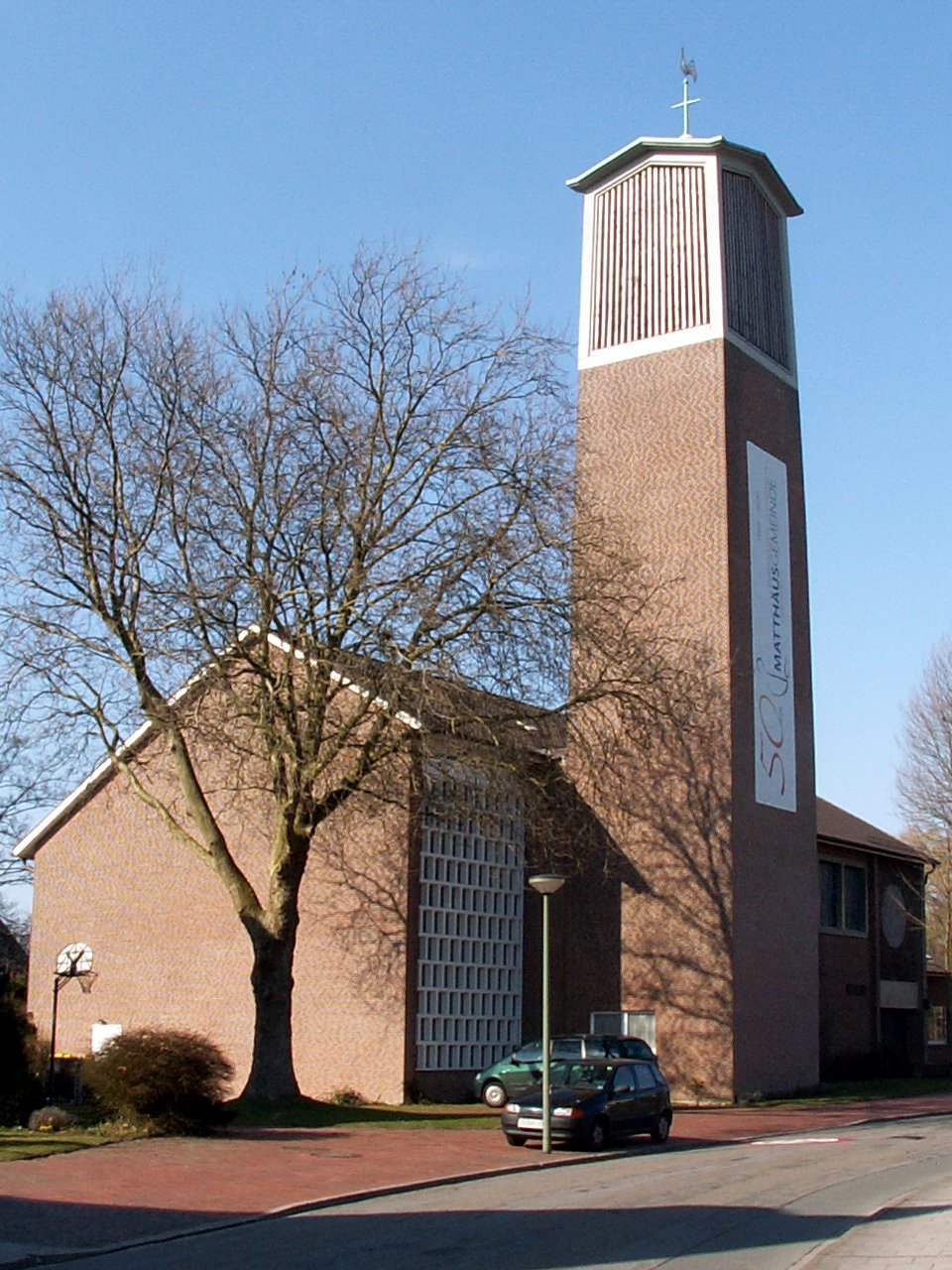
Evangelisch-lutherische Matthäuskirche
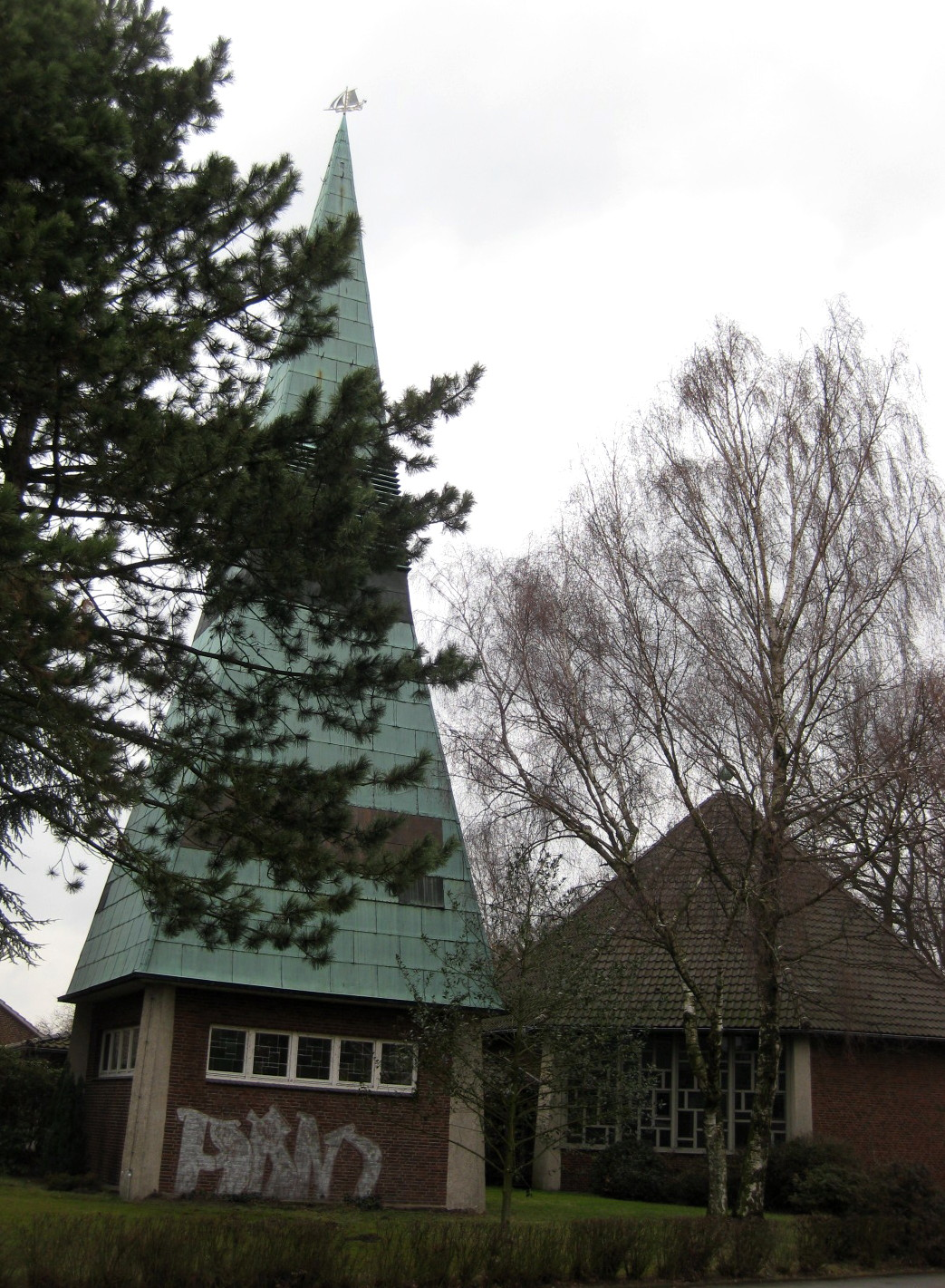
Griechisch-orthodoxe Theotokoskirche
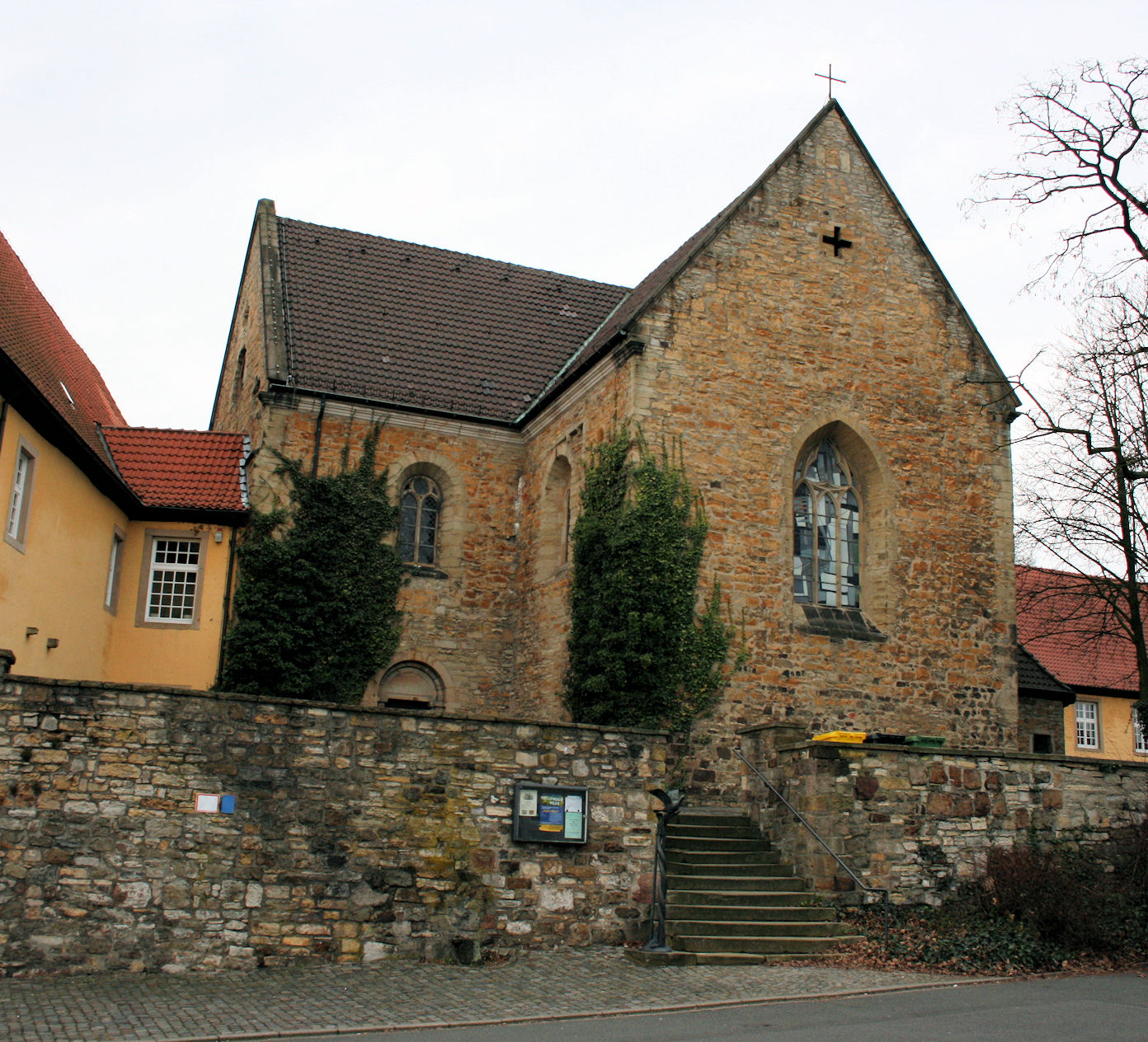
Paritätische Gertrudenkirche

An der Bramscher Straße ist ein Franziskanerkloster ansässig, das Hilfe für Obdachlose bietet. An der Moorlandstraße steht seit 1957 ein Kinderheim der Don Bosco Kath. Jugendhilfe. Eine weitere soziale Einrichtung im Stadtteil ist das Karl-Luhmann-Heim an der Knollstraße für hörgeschädigte Menschen, das von der HHO betrieben wird.

### Schulen
Durch den Charakter als Wohngebiet existieren mehrere Schulen am Sonnenhügel, die untereinander kooperieren.
An der Lerchenstraße ist die städtische Albert-Schweitzer-Schule seit 1956 beheimatet. An der Grundschule werden circa 150 Kinder unterrichtet. Sie teilt sich den Gebäudekomplex und Schulhof mit der 1960 gegründeten Heilig-Geist-Schule, die sich primär an „Schülerinnen und Schüler des katholischen Bekenntnisses“ richtet und ebenfalls eine Grundschule ist. Alljährlich nehmen die Kinder am traditionellen Steckenpferdreiten teil.
Wenige hundert Meter entfernt befindet sich das Schulzentrum Sonnenhügel (ehemals Schulzentrum Sebastopol). Hier befinden sich das Ernst-Moritz-Arndt-Gymnasium, die Wittekind-Realschule und die Felix-Nussbaum-Schule, die eine Hauptschule darstellt. Circa 1370 Schülerinnen und Schüler besuchen das Schulzentrum, das an der Knollstraße liegt. In unmittelbarer Nähe ist die Anne-Frank-Schule, eine „Förderschule für körperliche und motorische Entwicklung“, die Mensa und Sporthalle des Schulzentrums sowie die Sportanlage Sonnenhügel, die auch vom SSC Dodesheide benutzt wird. Bis zum Jahr 2004 existierte zudem die Sophie-Scholl-Orientierungsstufe.
Seit 1975 existiert an der Knollstraße das erste Schulgebäude, indem zunächst die Orientierungsstufe Sebastopol untergebracht war. Bis 1982 zogen alle Schulen in den Gebäudekomplex. Vormals war das Ernst-Moritz-Arndt-Gymnasium an der Lotter Straße beheimatet, an der unter anderem der ehemalige Bundespräsident Christian Wulff sein Abitur absolvierte. Das Schulzentrum ist nach einem verheerenden Brand im Februar 2001 grundlegend renoviert worden.

### Freizeit und Sport

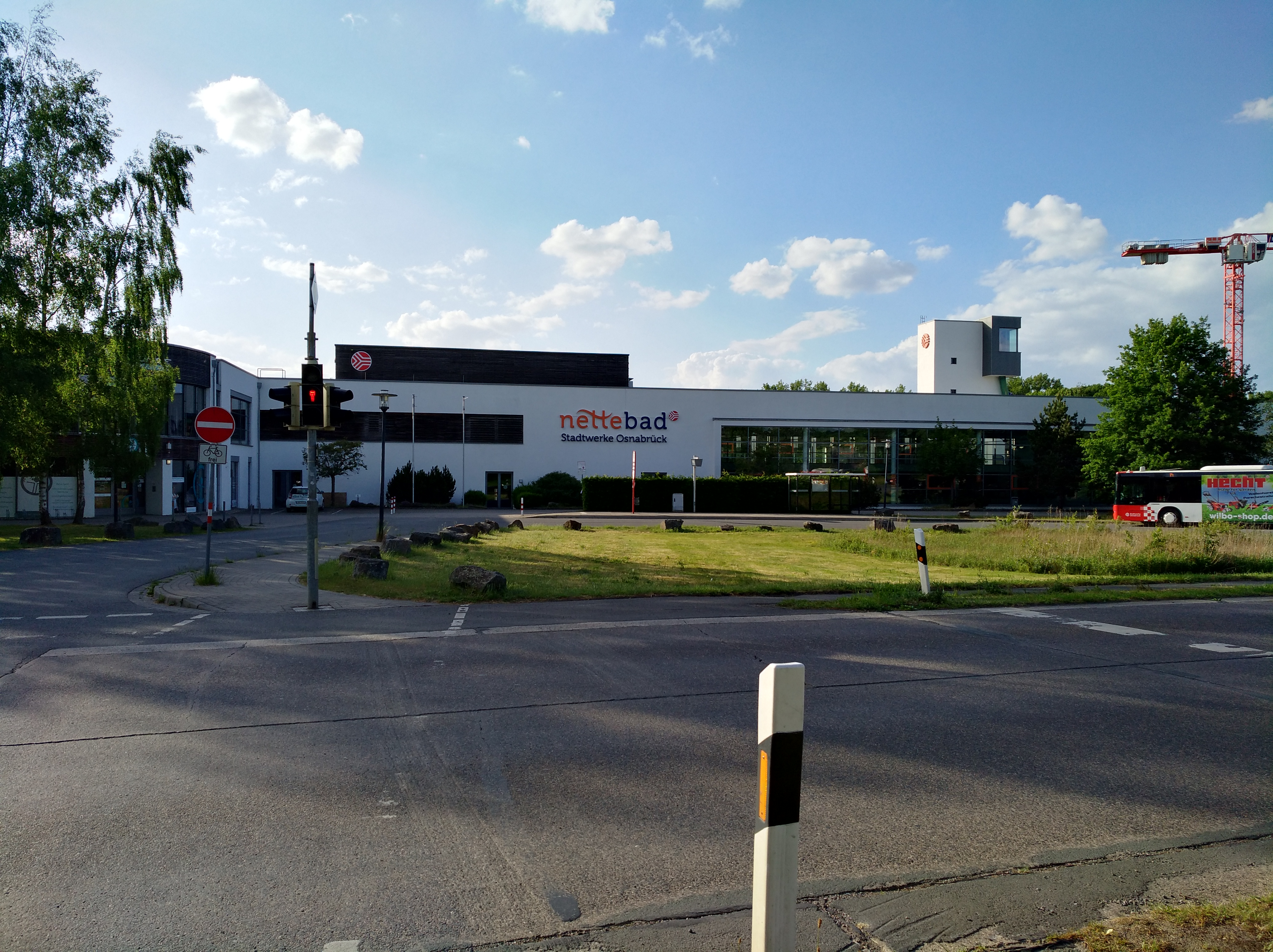
Nettebad

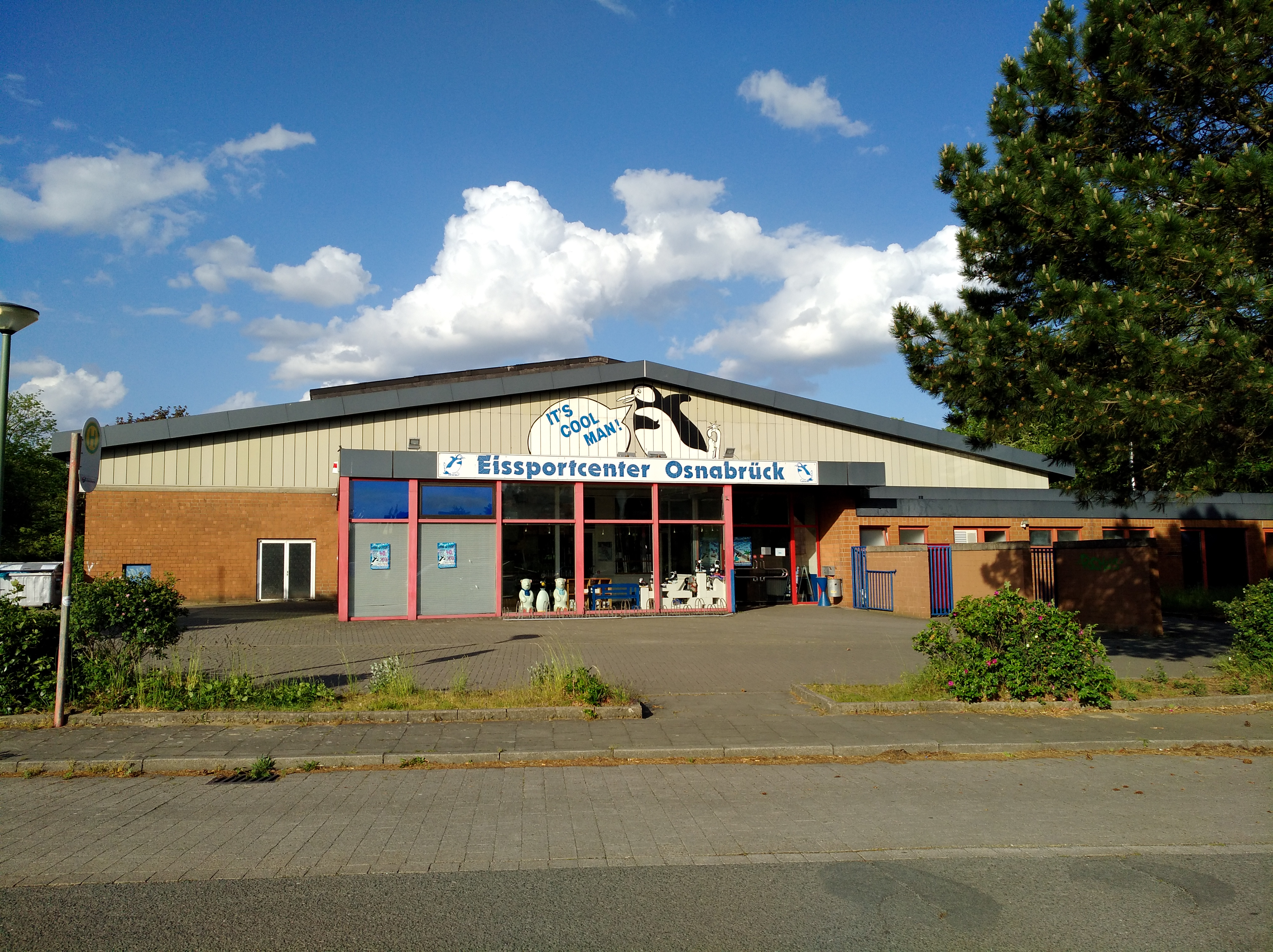
Eissportcenter Osnabrück

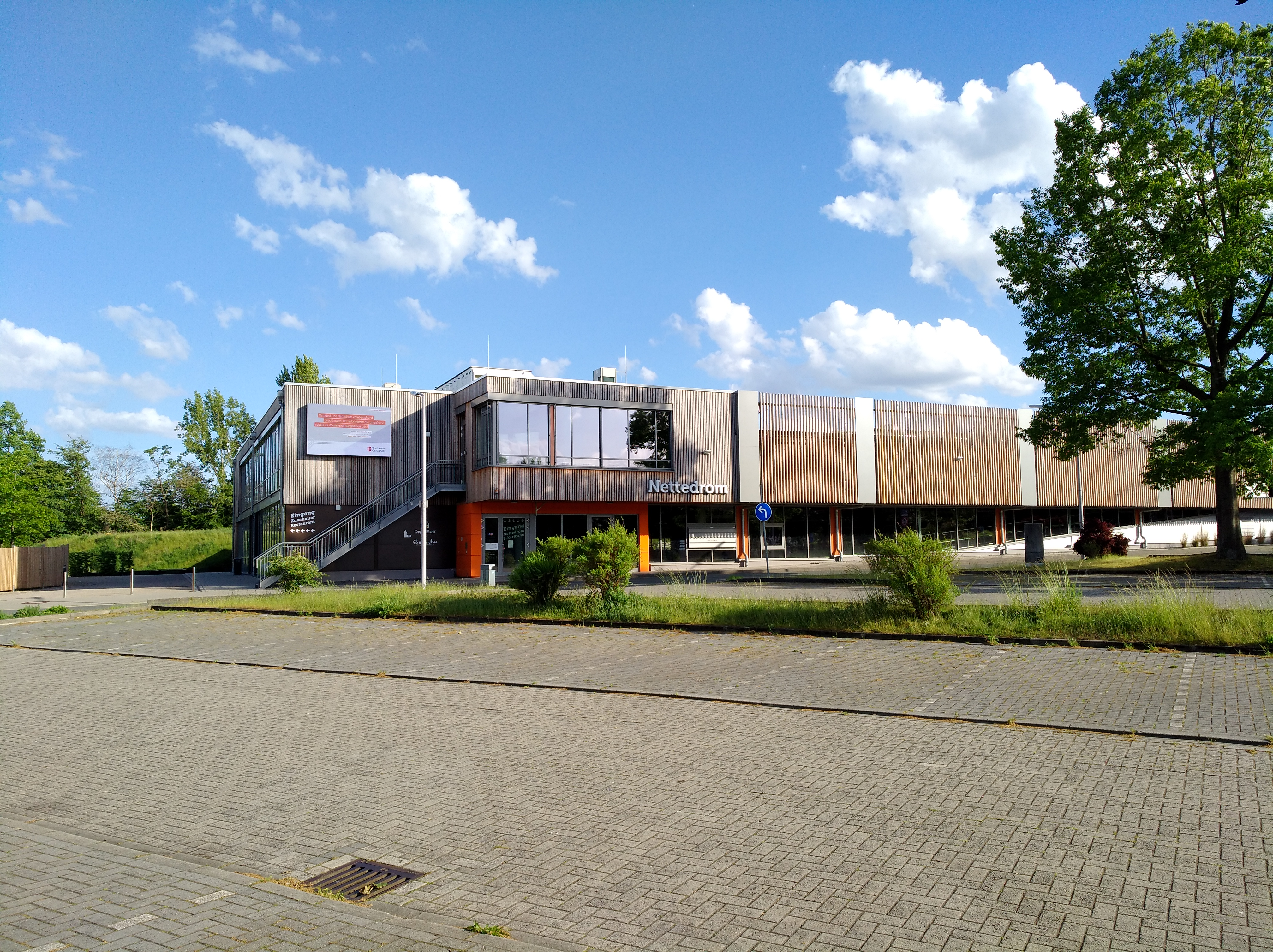
Nettedrom

Der Sonnenhügel bietet einige Freizeitangebote. So befindet sich im Norden das Nettebad. Nach dem Umbau 2005 gilt es als „Action-, Schwimm- und Wellnessbad“ und ist auch überregional bekannt. Neben verschiedenen Rutschen und Freizeitbecken bietet das Nettebad sowohl im Inneren als auch außen Wettkampfbahnen. Zudem ist eine Saunalandschaft an das Schwimmbad angeschlossen.
Direkt gegenüber, an der Verther Landstraße, befindet sich das Eissportcenter Osnabrück. Während im Winter eine Eisfläche angeboten wird, kann man in den Sommermonaten in der Halle auf einer Rollbahn fahren. Hinter der Eishalle ist zudem eine BMX-Bahn angelegt. Neben dem Nettebad wurde bis 2017 die Elektro-Karthalle Nettedrom gebaut.
Auf dem Gelände des AMEOS-Klinikums an der Knollstraße befindet sich ein Sinnesgarten.
Der SSC Dodesheide hat, anders als der Name vermuten lässt, sein Vereinsheim im Stadtteil Sonnenhügel am Reinhold-Tiling-Weg. Der seit 1962 existierende Verein bietet ein großes Sportangebot und ist mit ca. 2800 Mitgliedern einer der größten der Stadt. In unmittelbarer Nähe erstrecken sich mehrere Sportplätze für Tennis, Fußball und Leichtathletik sowie die Sporthalle des Schulzentrums Sonnenhügel.
Am Fuße des Bürgerparks, an der Süntelstraße, ist der Osnabrücker Tennis-Club e. V. von 1908 beheimatet. Neben einer Tennishalle und dem Clubhaus zählen mehrere Tennisplätze zu der Anlage des Vereins.

## Sonstiges
Der Name des Stadtteils basiert auf der leichten Anhöhe, die sich im Bereich der Hügelstraße/Kornstraße im Norden des Stadtteils befindet. Der Gertrudenberg im Süden des Stadtteils ist eine circa 97 m hohe Erhebung, die nichts mit der Namensgebung zu tun hat.
In unregelmäßigen Abständen erscheint die Haste–Dodesheide–Sonnenhügel–Töne, eine Bürgerzeitung für die drei aneinandergrenzenden Stadtteile im Norden Osnabrücks.
An der Bramscher Straße hat die Handwerkskammer Osnabrück–Emsland–Grafschaft Bentheim ihren Sitz.